# Ostrinotes empusa
Ostrinotes empusa is een vlinder uit de familie van de Lycaenidae. De wetenschappelijke naam van de soort werd als Thecla empusa in 1867 gepubliceerd door William Chapman Hewitson.

## Synoniemen
- Thecla argerona Hewitson, 1877